# Robin Juhkental

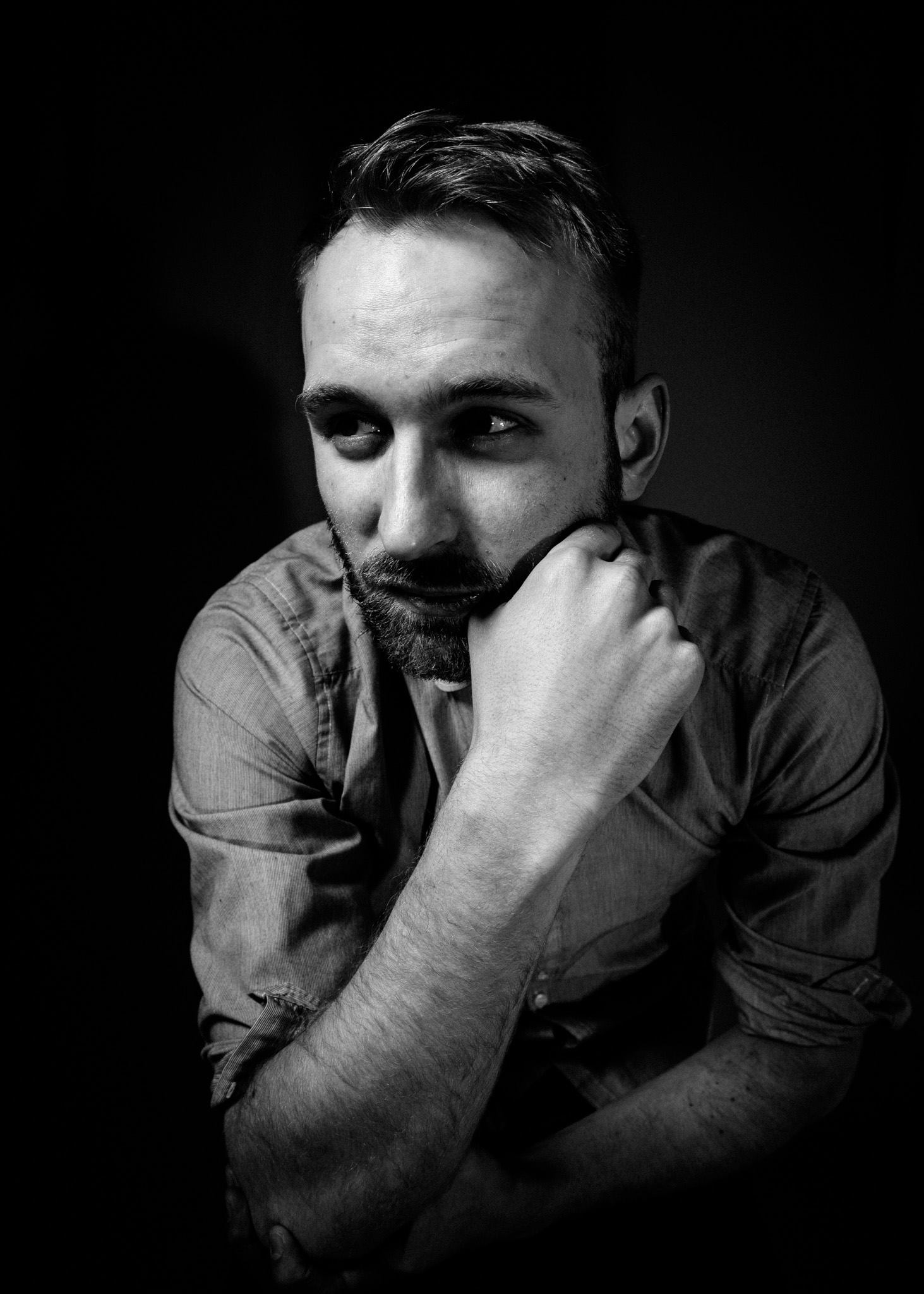

Robin Juhkental, född 20 maj 1988, är en estnisk sångare. Han är känd för att han är i en musikduo som heter Malcolm Lincoln tillsammans med en man som heter Madis Kubu som spelar bas (spelade piano i Oslo). De deltog den 12 mars 2010 i Eesti Laul (Estlands eurovisionsuttag) med en sånggrupp som heter Manpower 4 med en låt som heter Siren. De vann uttaget och får fara till Eurovision Song Contest 2010 och sjunga åt Estland låten Siren som var i första semifinalen och missade finalen med 13 poäng.